# Дегерменджи, Андрей Георгиевич
Андрей Георгиевич Дегерменджи (род. 3 февраля 1947, Красноярск) — советский и российский учёный-биофизик, академик РАН.

## Образование
- 1965—1968 Красноярский государственный университет
- 1968—1970 Новосибирский государственный университет
- 1975 защита кандидатской диссертации по специальности биофизика (к.ф.-м.н.) на тему «Анализ некоторых экологических механизмов микроэволюции микробных популяций»[1].
- 1989 защита докторской диссертации биофизика (д.ф.-м.н.) на тему «Закономерности организации смешанных культур при моделировании водных экосистем (на примере участка Красноярского водохранилища)»[2].
- 2000 Член-корреспондент РАН
- 2011 Академик РАН

## Должности
- Директор Института биофизики СО РАН (с 1996 года)
- Заведующий лабораторией биофизики экосистем

## Научные интересы
Теоретическое исследование экологических механизмов регуляции видового состава искусственных и естественных сообществ микроорганизмов; Экспериментальные исследования механизмов саморегуляции роста микроорганизмов и создание новых биофизических методов; Прогноз состояния водных экосистем (речных и озерных) и качества воды на основе сочетания результатов направлений 1 и 2.
Общее количество научных работ: более 90

## Награды
- 1988 — Золотая медаль ВДНХ СССР за работу в области экологии: «Компьютерная система прогноза состояния экосистем озёр и водохранилищ»
- 1988 — Награда и благодарность Президиума СО РАН и Президиума КНЦ СО РАН за успешную организацию и личный вклад в проведение комплексной научной экспедиции по экспертизе ТЭО: «Туруханская ГЭС»
- 1991 — Премия на конкурсе научных работ СО РАН
- 1992 — Член Научно-технического Совета Министерства экологии и природных ресурсов РФ (секция «Водные ресурсы»)
- 1993 — Член-корреспондент Академии инженерных наук РФ
- 1993 — Премия фонда Сороса
- 1995 — Академик Экологической Академии России
- 2008 — Медаль ордена «За заслуги перед Отечеством» II степени[3]

## Избранные публикации
1. Дегерменджи А. Г., Печуркин Н. С., Терсков И. А. Моделирование процессов автоселекции микроорганизмов на основе Л-систем// ДАН СССР. 1972. Т. 205, № 3. С.713-716.
2. Degermendzhy A.G., Pechurkin N.S., Terskov I.A. To the mathematical theory of population waves// Studia biophysica. 1974. V. 43, N 1. P.25-40.
3. Дегерменджи А. Г., Печуркин Н. С. Анализ закономерностей микроэволюции стабильных и флуктуирующих микробных популяций// Экология. 1977. № 6. С.63-71.
4. Дегерменджи А. Г. «Надёжность» процесса микроэволюции стабильных и флуктуирующих популяций в открытых системах// Журн. общ. биол. 1977. Т.38, № 3. С.423-431
5. Degermendzhy A. G. The reliability of microevolution process of the stationary and oscillatory populations in open systems// J. of Cybernetics (USA). 1978. V.8, N2. P.117-137.
6. Дегерменджи А. Г., Фуряева А. В., Печуркин Н. С. Анализ взаимодействий микробных популяций по типу комменсализма в непрерывной культуре// Экология. 1978. N 2. C.91-94.
7. Дегерменджи А. Г., Печуркин Н. С., Шкидченко А. Н. Аутостабилизация факторов, контролирующих рост в биологических системах. Новосибирск: Наука, 1979. 141 с.
8. Белянин В. Н., Болсуновский А. Я., Дегерменджи А. Г. Изучение фотоэнергетического механизма сосуществования видов в смешанной проточной культуре «хлорелла-спирулина»/ В кн. Вопросы управления биосинтезом низших растений. Новосибирск: Наука, 1982. 152 с.
9. Дегерменджи А. Г. Механизмы и критерии сосуществования взаимодействующих микробных популяций в проточных системах (гомогенных и пространственно разделенных)/ В кн. Экологический прогноз. М.: МГУ, 1986. 196 с.
10. Дегерменджи А. Г., Терсков И. А. Новый способ классификации взаимодействий в смешанных культурах микроорганизмов // ДАН СССР. 1984. Т.276, N 4. С.746-749
11. Болсуновский А. Я., Дегерменджи А. Г. Фотоэнергетический механизм сосуществования видов в модельных сообществах микроводорослей/ В кн. Экологический прогноз. М.: МГУ, 1986. 196 с.
12. Degermendzhy A. G., Adamovich V. A., Pozdiaev V. N. On the cybernetics of bacterial communities: observations, experiments and theory// J of Cybernetics and Systems (USA). 1989. V.20, N6. P. 501—541.
13. Дегерменджи А. Г., Адамович В. В., Адамович В. А. Новый экспериментальный подход к поиску плотностных химических факторов в регуляции роста микробных популяций// Микробиологияю.1993. Т.62, вып.3. С.499-508.
14. Дегерменджи А. Г., Косолапова Л. Г. Теория эффекта аутостабилизации поллютанта в речной экосистеме// ДАН. 1993. Т.329, N5. С.674-676.
15. Degermendzhy A.G., Adamovich V.V., Adamovich V.A. A new experimental approach to the search for chemical density factors in the regulation of monoculture growth// Journal of General Microbiology.1993.V.139.P.2027-2031.
16. Дегерменджи А. Г., Гладышев М. И. Природные воды, математическое моделирование // Вестник РАН. 1995. № 5. С.87-90.
17. Дегерменджи А. Г., Косолапова Л. Г., Белолипецкий В. М. Математическое моделирование динамики радиоэкологических и гидрофизических характеристик речных систем (р. Енисей)//Сибирский экологический журнал. 1996. № 5. С. 473—484.
18. Дегерменджи Н. Н., Зотина Т. А., Толомеев А. П. Структурно-функциональные компоненты планктонного сообщества экосистемы озера Шира (обзор и эксперименты)// Сибирский экологический журнал. 1996. № 5. С. 439—452.
19. Дегерменджи А. Г., Косолапова Л. Г. Математическая модель экологического механизма неоднородного распространения радионуклидов в речной системе вода-фитопланктон-зоопланктон-донные отложения// ДАН. 1997.Т. 354, N 1. С.131-134.